# Santa Maria Porta Paradisi
Santa Maria Portae Paradisi ou Igreja de Santa Maria das Portas do Paraíso, chamada também de Santa Maria in Porta Paradisi, é uma igreja de Roma, Itália, localizada na Via Ripetta, no rione Campo Marzio, e dedicada à Virgem Maria.

## História
Sabe-se que existia, desde o século IX, uma igreja neste local com o nome de Santa Maria in Augusta. O termo "in Porta Paradisi" – ou simplesmente "Portae Paradisi" – é uma referência ou ao fato de que ela estava localizada nas redondezas de uma das portas da muralha que circundava o vizinho Mausoléu de Augusto, chamado de "Paradiseiois", ou por que estava ao lado da entrada do cemitério do Ospedale di San Giacomo ("Hospital de São Tiago") e nela se realizavam os serviços fúnebres dos falecidos.

## Edifício atual
Em 1523, a igreja foi reconstruída por Antonio da Sangallo, o Jovem e, a partir de então, passou a ser conhecida pelo nome atual. A fachada da igreja, obra de Sangallo, está de frente para a Via Ripetta. No tímpano está uma escultura em mármore da "Madona com o Menino" atribuída a Andrea Sansovino. O interior, projetado em 1645 por Giovanni Antonio De Rossi, segue uma planta octogonal e está completamente decorado por afrescos e estuques. Estão conservadas ainda pinturas de Lorenzo Greuter e Pietro Paolo Naldini além de esculturas de Francesco Brunetti (no altar-mor), Cosimo Fancelli e Baldassarre Peruzzi (monumento fúnebre de Antonio di Burgos, 1526).

## Galeria

Imagens da igreja
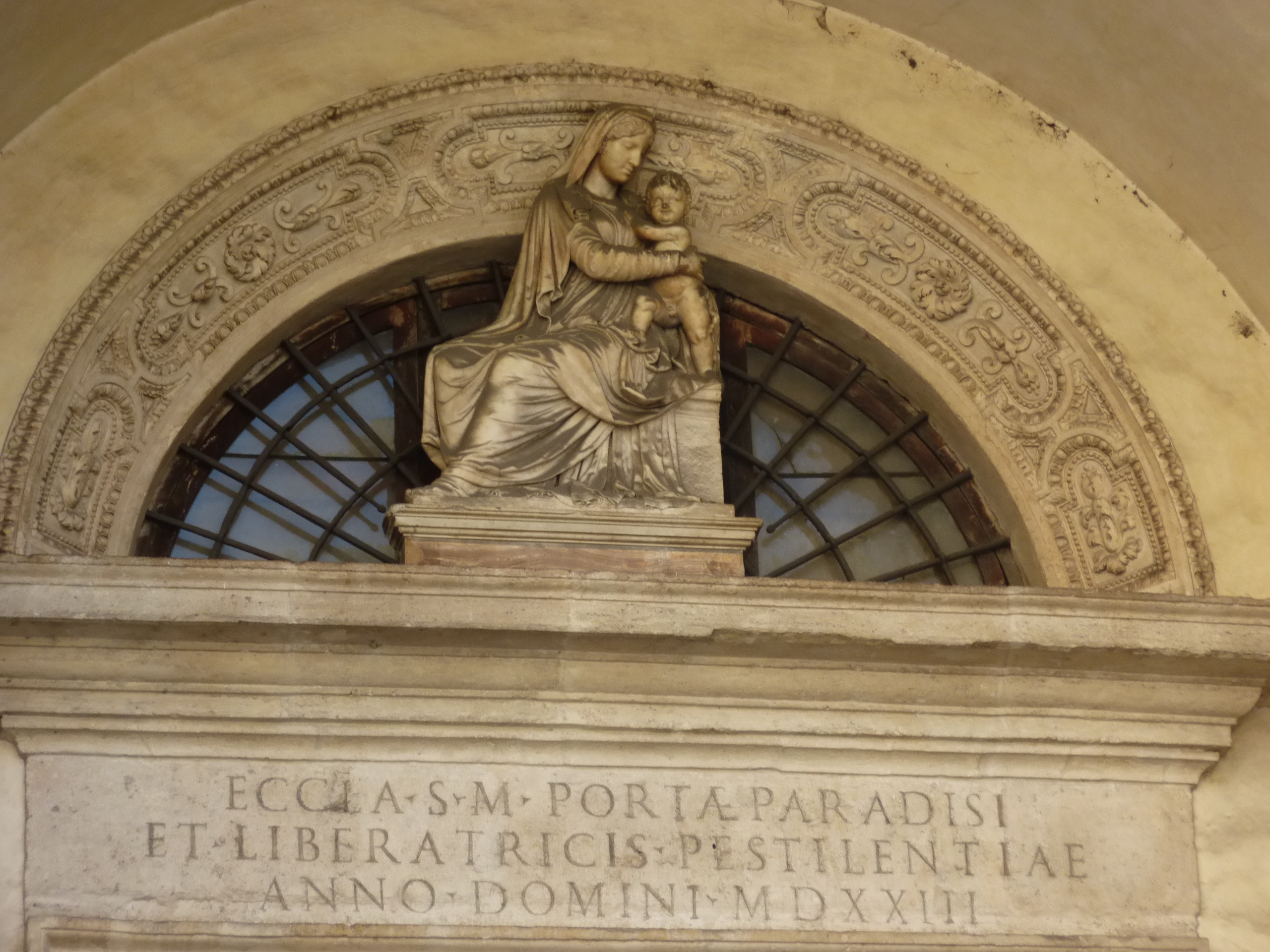
Madona com o Menino no tímpano acima da porta principal.
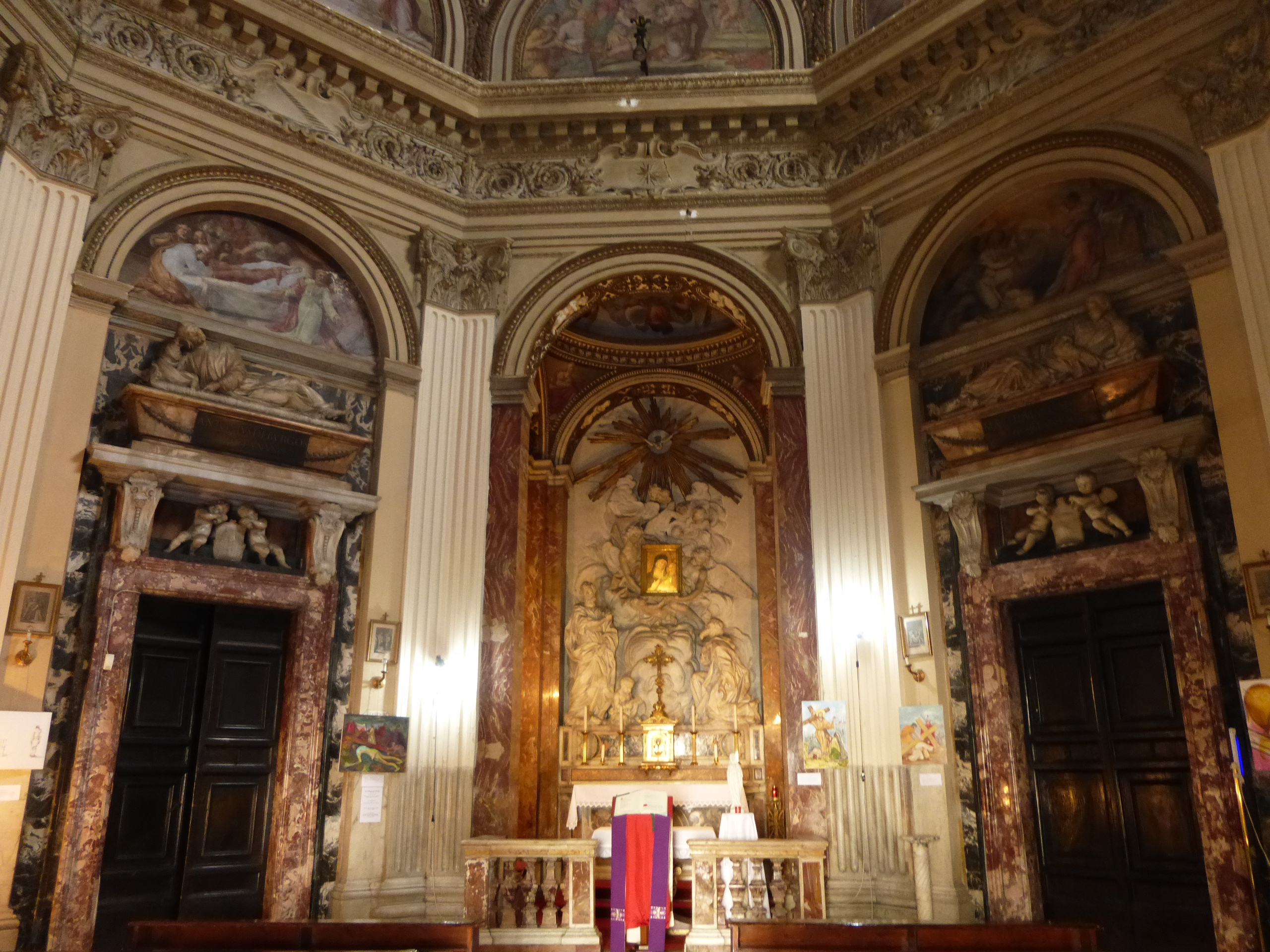
Interior.
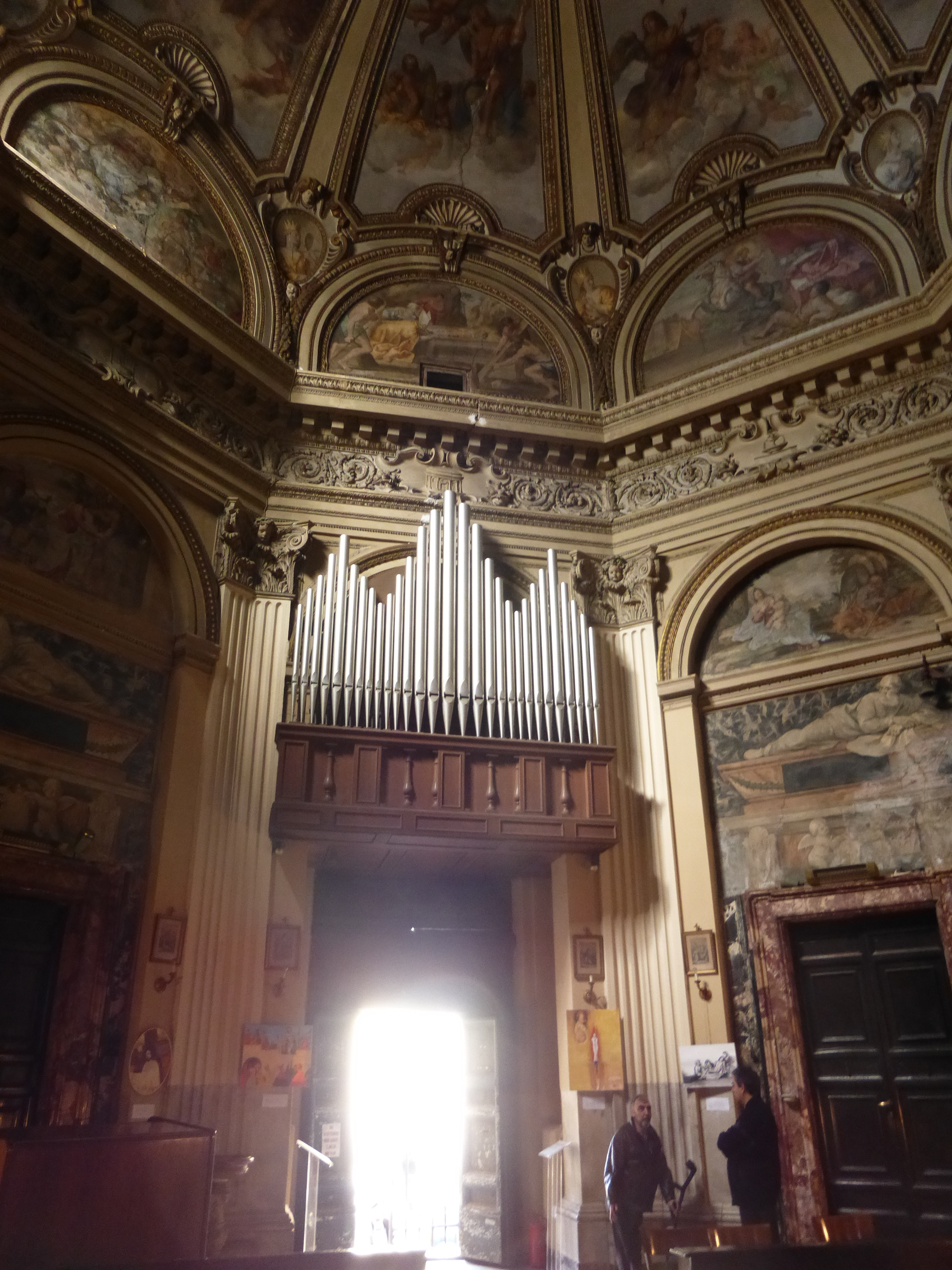
Contra-fachada e o órgão.
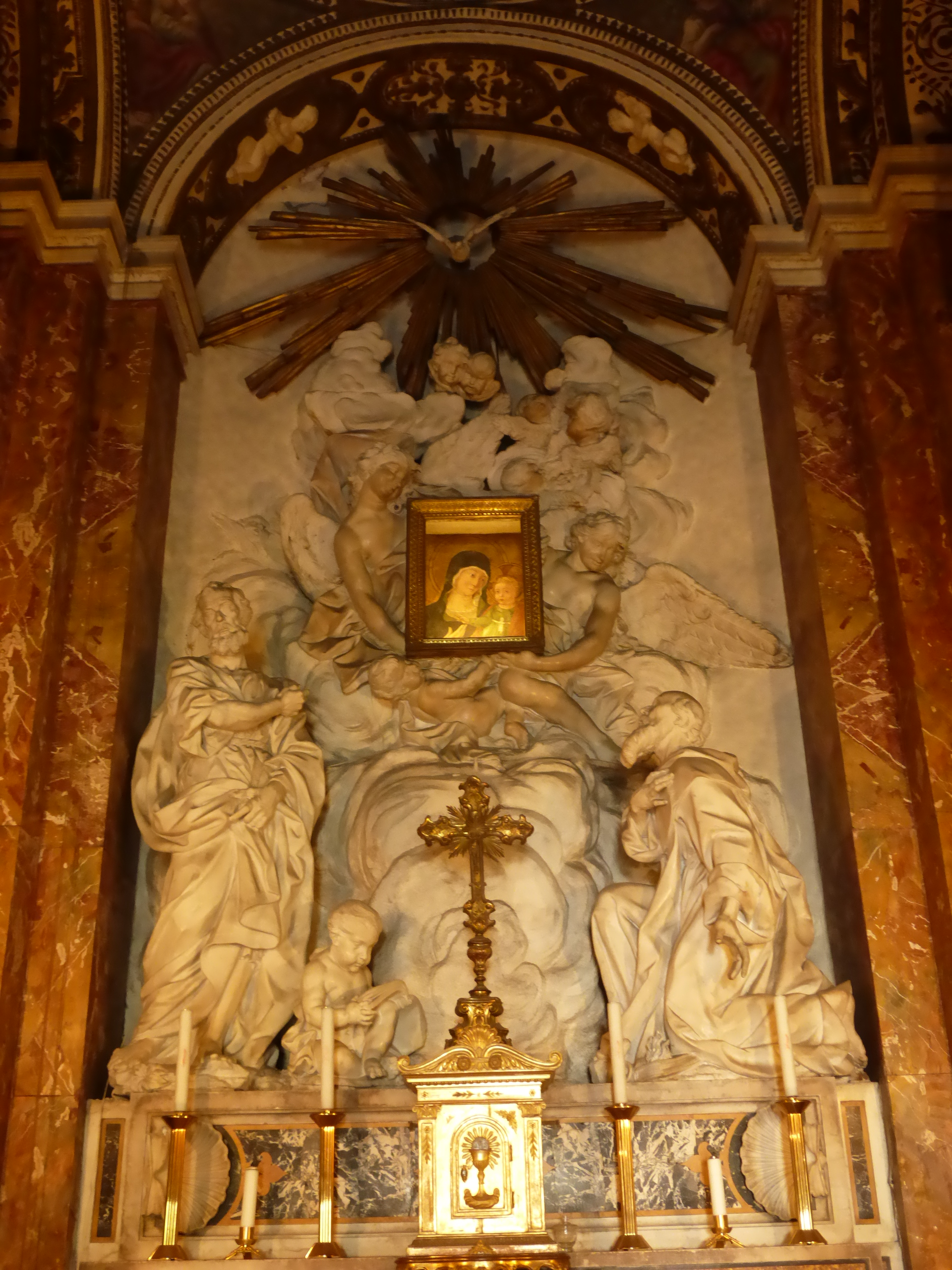
Altar-mor e o ícone da Madona com o Menino.